# CAC Mid 60
El CAC Mid 60 (anteriormente el CAC Mid 100) es un índice bursátil de la bolsa de París. Es un índice por capitalización bursátil de empresas que representa las 60 mayores valores franceses después del CAC 40 y del CAC Next 20. El índice fue inaugurado en 2005; el número de componentes fue reducido de 100 a 60 en marzo de 2011.

## Composición del índice
Las 100 empresas del CAC Mid 100 a 5 de noviembre de 2010:
- Adp
- Alpes (Compagnie)
- Alten
- Altran Techn.
- Anf Immobilier
- April Group
- Areva Ci
- Arkema
- Atos
- Bains Mer Monaco
- Beneteau
- Bic
- Biomerieux
- Boiron
- Bonduelle
- Bongrain
- Bourbon
- Boursorama
- Bull
- Bureau Veritas
- Canal +
- Cegedim
- Cfao
- Ciments Français
- Club Mediterranee
- Delachaux
- Derichebourg
- Edf Energies Nouv.
- Eiffage
- Entrep.Contracting
- Eramet
- Esso
- Euler Hermes
- Eurazeo
- Eurofins Scient.
- Eurosic
- Eutelsat Communic.
- Faiveley Transport
- Faurecia
- Fimalac
- Fonc.Des Regions
- Gecina Nom.
- GL Events
- Groupe Steria
- Guyenne Gascogne
- Havas
- Icade
- Iliad
- Imerys
- Ingenico
- Inter Parfums
- Ipsen
- Ipsos
- JCDecaux
- Kaufman Et Broad
- Laurent-Perrier
- Ldc
- Lisi
- Manitou Bf
- Maurel Et Prom
- Medica
- Meetic
- Mercialys
- Mersen
- Metropole Tv
- Neopost
- Nexans
- Nexity
- Norbert Dentress.
- NRJ Group
- Orpea
- Pagesjaunes
- Pierre Vacances
- Plastic Omnium
- Rémy Cointreau
- Rexel
- Rubis
- SEB
- Saft
- Sartorius Sted Bio
- Seche Environnem.
- Sechilienne Sidec
- Seloger.Com
- Sequana
- Silic
- Soitec
- Sopra Group
- Stallergenes
- Stef Tfe
- Technicolor
- Teleperformance
- TF1
- Transgene
- Trigano
- Ubisoft Entertain
- Vicat
- Vilmorin & Cie
- Virbac
- Wendel
- Zodiac Aerospace